# Naujan (Philippines)
Naujan (officiellement municipalité de Naujan : en tagalog : Bayan ng Naujan) est une municipalité de première classe au centre des Philippines, dans la province du Mindoro oriental. 
Lors du recensement de 2020, sa population s'élève à 109 587 habitants.

## Géographie
Naujan est l'une des quatorze municipalités du Mindoro oriental ; c'est une municipalité côtière, située au nord est de l'ile de Mindoro sur le détroit de Verde Island (en) entre la mer de Sibuyan et la mer de Chine méridionale.
D'une superficie totale de 503,10 kilomètres carrés, Naujan est divisée administrativement en 71 barangays (districts) :
- Adrialuna
- Andres Ylagan (Mag-asawang  Tubig)
- Antipolo
- Apitong
- Arangin
- Aurora
- Bacungan
- Bagong Buhay
- Balite
- Bancuro
- Banuton
- Barcenaga
- Bayani
- Buhangin
- Caburo
- Concepcion
- Dao
- Del Pilar
- Estrella
- Evangelista
- Gamao
- General Esco
- Herrera
- Inarawan
- Kalinisan
- Laguna
- Mabini
- Magtibay
- Mahabang Parang
- Malabo
- Malaya
- Malinao
- Malvar
- Masagana
- Masaguing
- Melgar A
- Melgar B
- Metolza
- Montelago
- Montemayor
- Motoderazo
- Mulawin
- Nag-Iba I
- Nag-Iba II
- Pagkakaisa
- Paitan
- Paniquian
- Pinagsabangan I
- Pinagsabangan II
- Pinahan
- Poblacion I Barangay I)
- Poblacion II (Barangay II)
- Poblacion III Barangay III)
- Sampaguita
- San Agustin I
- San Agustin II
- San Andres
- San Antonio
- San Carlos
- San Isidro
- San Jose
- San Luis
- San Nicolas
- San Pedro
- Santa Cruz
- Santa Isabel
- Santa Maria
- Santiago
- Santo Nino
- Tagumpay
- Tigkan